# Assemblea legislativa plurinazionale
L’ Assemblea legislativa plurinazionale della Bolivia (in spagnolo Asamblea Legislativa Plurinacional de Bolivia) è il parlamento bicamerale della Bolivia.
Esso si compone di una camera bassa di 130 membri, la Camera dei deputati, e di una camera alta di 36 membri, il Senato.
Fino al 2009 era nota come Congresso Nazionale della Bolivia (in spagnolo Congreso Nacional de Bolivia).